# Etynyloestradiol
Etynyloestradiol (łac. ethinylestradiolum) – organiczny związek chemiczny, syntetyczny estrogen, składnik większości współczesnych dwuskładnikowych środków antykoncepcyjnych.
Zastępuje fizjologiczne estrogeny, których powstawanie jest zahamowane w czasie stosowania leków tego typu. Etynyloestradiol jest pochodną naturalnego estradiolu, która nie ulega strawieniu w przewodzie pokarmowym po podaniu doustnym.

## Preparaty złożone
- Ovulastan – tabletki (dezogestrel 0,15 mg + etynyloestradiol 0,02 mg)[5]
- Yasminelle – tabletki (drospirenon 3 mg + etynyloestradiol 0,02 mg)[6]
- Yasmin – tabletki (drospirenon 3 mg + etynyloestradiol 0,03 mg)[7]
- Jeanine – tabletki (dienogest 2 mg + etynyloestradiol 0,03 mg)[8]